# Nesopalla iviei
Nesopalla iviei là một loài bọ cánh cứng trong họ Hybosoridae. Loài này được Paulian & Howden miêu tả khoa học năm 1982.